# Beatrice Maria Magnolfi
Beatrice Maria Magnolfi (Firenze, 14 agosto 1951) è una politica italiana.

## Biografia
Laureata in lettere moderne, insegnante di italiano in un liceo scientifico di Prato ed assistente dell'Università di Firenze, è stata assessore alla cultura della provincia di Firenze dal 1987 al 1994 nelle file del Partito Socialista Italiano ed all'innovazione tecnologica del comune di Prato dal 1995 al 2001, in quota Partito Democratico della Sinistra.
Nel 2001 è stata eletta con il sistema proporzionale nella circoscrizione XII (Toscana) ed è stato membro del gruppo parlamentare dei Democratici di Sinistra. Nella XIV legislatura ha fatto parte della II commissione (giustizia). Nelle elezioni politiche del 2006 si è candidata per il Senato nella sua regione ed ha ottenuto un seggio a Palazzo Madama.
Dal 2006 al 2008 ha fatto parte del secondo governo Prodi in qualità di Sottosegretario alle riforme e all'innovazione nella Pubblica Amministrazione. In questa sua funzione ha preso pubblicamente posizione a favore di un maggiore utilizzo dell'open source negli uffici pubblici.
In tal senso ha raggiunto un accordo con Microsoft, in cui sono finiti 30 milioni di euro stanziati nella finanziaria 2007 per la diffusione dell'open source.
Nel 2007 è nominata Responsabile nazionale Semplificazione nella Segreteria nazionale del Segretario Walter Veltroni, è nominato Ministro per la Semplificazione nel Governo ombra del Partito Democratico, ruolo che ricopre dal 9 maggio 2008 al 21 febbraio 2009.